# 알짜힘

기울어진 면에 놓인 상자에 작용하는 힘들을 표시한 자유물체도.무게 중심이 바닥면을 벗어나면 힘의 균형이 무너져 알짜힘이 0 보다 커지고 상자가 움직이게 된다.

알짜힘(영어: net force) 또는 합력(合力)은 물체에 작용하고 있는 모든 힘들의 벡터를 합하여 계산한 것이다. 이렇게 계산된 알짜힘은 실제 물체에 작용되는 힘의 크기와 방향을 나타낸다. 물체에 작용하는 힘들 전체를 나타내고 알짜힘을 구하기 위해 자유물체도가 사용되기도 한다.
실제 물체의 운동에는 알짜힘뿐만 아니라 돌림힘도 관여하므로 물체의 운동에서 관찰되는 최종적인 합력은 알짜힘과 다를 수 있다. 다시 말하면 알짜힘과 돌림힘이 합쳐져 합력이 된다.

## 알짜힘의 계산

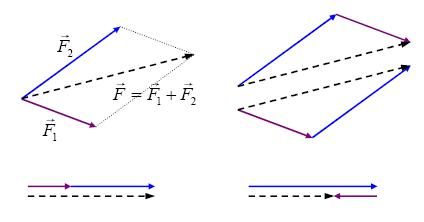
위 그림에서 알짜힘 는 두 방향으로 작용하는 힘의 벡터 합으로 계산될 수 있다.

힘은 벡터량으로 크기와 방향을 갖는다. 알짜힘은 하나의 물체에 작용하고 있는 모든 힘들의 벡터합이다. 그림에서와 같이 어떤 물체에 힘이 두 방향으로 작용하고 있다면, 알짜힘은 점선으로 표시된 {\displaystyle {\vec {F}}}와 같다. 만약 힘을 받는 물체가 바닥에 놓인 공과 같이 마찰에 큰 영향을 받지 않는 것이라면, 알짜힘의 크기가 정지한 물체를 움직일 충분한 크기라면 정지해 있는 물체는 알짜힘이 작용하는 방향으로 운동할 것이다. 이 경우 알짜힘은 다음과 같은 수식으로 나타낼 수 있다.
{\displaystyle {\vec {F}}={\vec {F_{1}}}+{\vec {F_{2}}}}
힘의 크기는 언제나 0 또는 양의 값을 갖지만, 알짜힘의 계산에서 방향이 반대인 두 힘은 그 중 하나를 음수로 나타내어 계산할 수도 있다. 한 점에 작용하는 두 힘 사이의 각이 θ라고 하면 알짜힘의 크기는 다음과 같이 구한다.(F는 각 벡터 힘들의 크기이다)
{\displaystyle F={\sqrt {F_{1}^{2}+F_{2}^{2}+2F_{1}F_{2}\cos \theta }}}

## 주해
1. ↑  예를 들어 줄다리기 시합에서 줄이 오른쪽으로 끌려간다면, 왼쪽 사람들이 당기는 힘과 오른쪽 사람들의 당기는 힘을 합할 때 오른쪽 사람들이 잡아당기는 힘만 남는다고 볼 수 있다.

## 같이 보기
- 질량 중심